# María Ólafsdóttir
María Ólafsdóttir (Blönduósbær, Islandia, 2 de febrero de 1993), a veces acreditada como María Ólafs es una cantante y actriz islandesa. Representó a Islandia en el Festival de la Canción de Eurovisión 2015, en Viena, Austria, con el tema «Unbroken».

## Discografía

### Sencillos
- Unbroken (2015)
- Dancing In The Storm (2015)
- (Con Jacobsen) Dreymir mig? (2014)
- (Con Kristmundur Axel) Lýsi í myrkri (2013)
- (Con 12:00) Oh, My God (2013)
- (Con AJ) I don't wanna rush (2012)